# Зимина, Татьяна Анатольевна
Татьяна Анатольевна Зимина (род. 17 января 1928, Москва) — советская артистка балета и педагог, народная артистка РСФСР.

## Биография
Татьяна Зимина родилась 17 января 1928 года в Москве. В 1947 году окончила Московское хореографическое училище (класс Г. П. Петровой).
В 1947—1969 годах была солисткой балета Новосибирского государственного театра оперы и балета. За 23 года станцевала сорок четыре партии. Много гастролировала, выезжала во Вьетнам, Данию, Китай, Румынию, Сирию, Болгарию, Австралию.
Параллельно с 1963 преподавала классический танец в Новосибирском хореографическом училище, а с 1967 по 1970 годы была художественным руководителем училища.
С 1971 по 1991 год была балетмейстером-репетитором Ленинградского мюзик-холла. В настоящее время — репетитор балета Михайловского театра.
Среди ныне живущих народных артистов РСФСР раньше всех (1955) звание получила балерина Татьяна Анатольевна Зимина.

## Награды и премии
- Заслуженная артистка РСФСР (3 марта 1955)
- Народная артистка РСФСР (30 июля 1955)

## Работы в театре
- «Лебединое озеро» П. И. Чайковского — Одетта-Одиллия
- «Жизель» А. Адана — Жизель
- «Каменный цветок» С. С. Прокофьева — Хозяйка Медной горы
- «Драгоценный фонарь лотоса» Чжан Сяоху — Сан Шенму
- «Спящая красавица» П. И. Чайковского — Аврора
- «Щелкунчик» П. И. Чайковского — Маша
- «Дон Кихот» Л. Минкуса — Китри
- «Медный всадник» Р. М. Глиэра — Параша
- «Легенда о любви» А. Меликова — Мехменэ Бану
- «Доктор Айболит» И. В. Морозова — Лиса
- «Раймонда» А. К. Глазунова — Раймонда
- «Аленький цветочек» К. А. Корчмарева — Маша
- «Красный мак» Р. М. Глиэра — Тао Хоа
- «Барышня и хулиган» балет Константина Боярского на музыку Д. Д. Шостаковича — Барышня
- «Фадетта» Л. Делиба — Фадетта
- «Эсмеральда» Ц. Пуни
- «Берег счастья» А. Спадавеккиа
- «Маскарад» Л. Лапутина
- «Ленинградская поэма» на музыку Д. Шостаковича